# Flettner Fl 282
Flettner Fl 282 "Kolibri" малий військовий вертоліт з відкритою кабіною періоду Другої світової війни, що використовувався у Крігсмаріне для розвідки та  патрулювання. Перший у світі вертоліт, застосований в умовах бойових дій. Збудований за схемою синхрокоптера з двома поперечно розміщеними на незначній відстані гвинтами, що крутяться у протилежних напрямках.

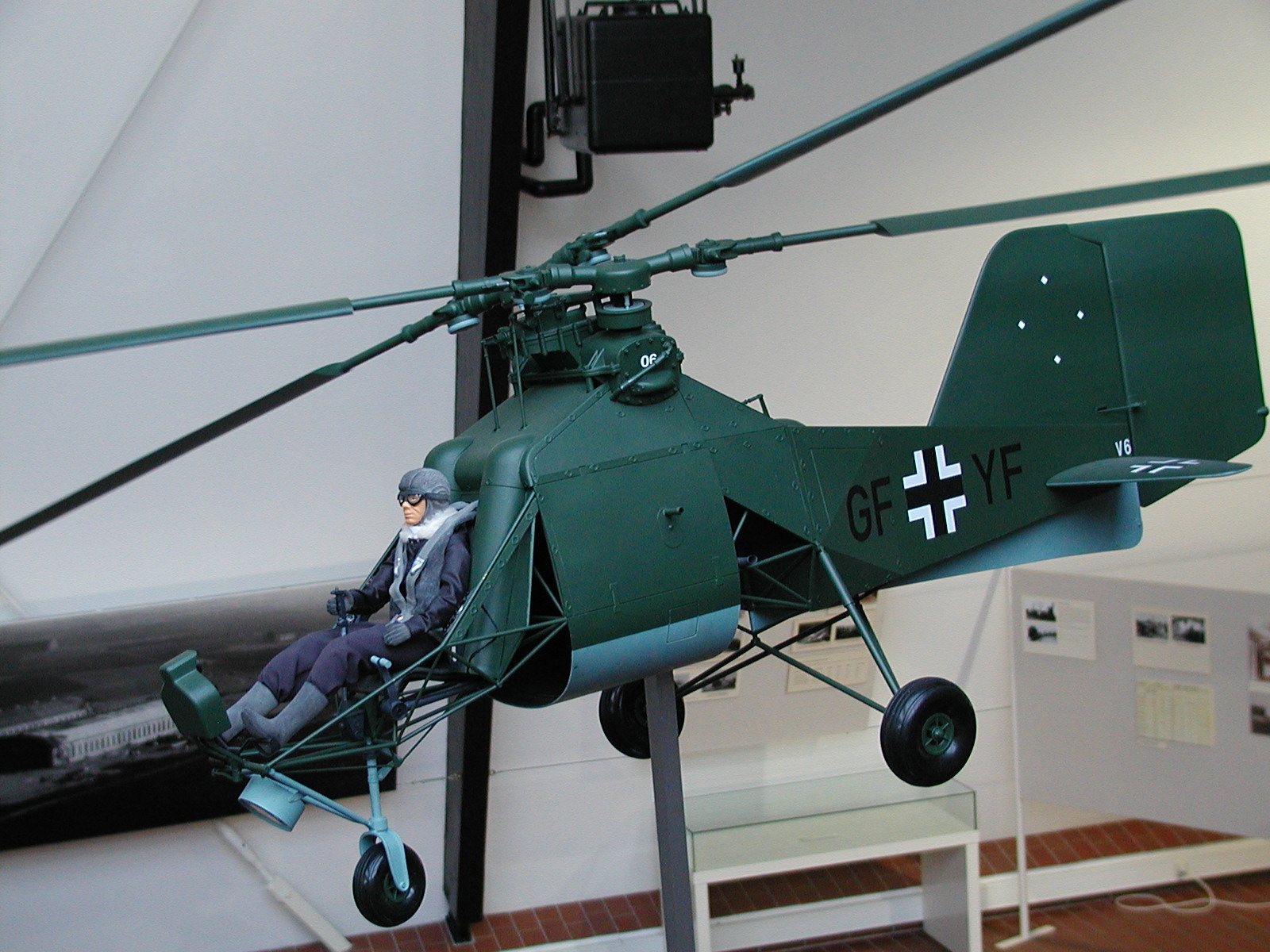
Музейна модель Flettner Fl 282

## Історія
Схема вертольоту була розроблена німецьким інженером Антоном Флеттером. По ній було виготовлено гелікоптер Flettner Fl 265, на основі якого для Крігсмаріне розробили Flettner Fl 282. Праця над ним розпочалась ще у 1939 році і після випробувань на землі 30 жовтня 1941 року відбувся перший політ Fl 282 V 2. У квітні 1943 року Fl 282 V 3 досягнув висоти 3800 м. У жовтні 1942 року випробували можливість посадки Fl 282 на дослідний корабель "Greif", атаки з нього глибинними бомбами підводного човна, протидії атакам винищувача Focke-Wulf Fw 190. Існував варіант із кабіною, закритою ліхтарем з органічного скла. У міністерстві авіації були переконані, що компанія Anton Flettner Flugzeugbau GmbH не зможе організувати серійне виробництво Fl 282 (розпочалось 14 жовтня 1942), замовлених 50 штук Крігсмаріне у квітні 1942 для кораблів, ще 40 для боротьби з великими підводними човнами, кількість яких зросла згодом до 110 гелікоптерів.

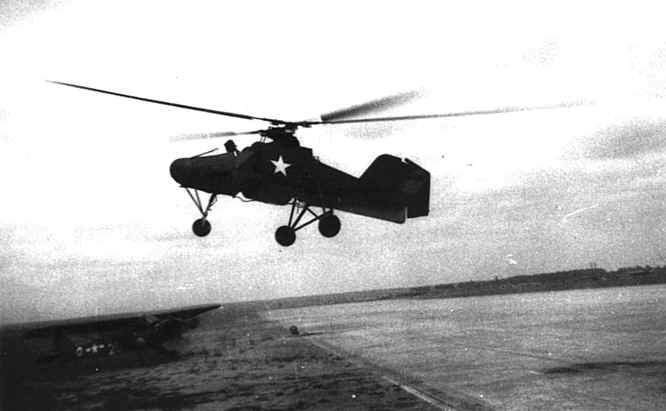
Випробовування Flettner Fl 282 у США

У квітні/травні 1942 року Fl 282 випробували на Балтиці для пошуку підводних човнів, у листопаді перевірили у Середземному морі на гідроавіаносці «Драхе». 14 жовтня 1942 була створена ескадрилью 3./196 для випробувань можливостей застосування Flettner Fl 282 і Fa 330  FA 330 (нім.)[недоступне посилання з червня 2019]. На початку 1943 року начальник штабу ОКГ Курт Цейтцлер запропонував виготовити для сухопутних військ 1000 гелікоптерів, чому спротивилось Люфтваффе через зменшення ресурсів для виробництва літаків.
У квітні 1943 року було виготовлено 150 Fl 282 B і були видані матеріали для виготовлення ще 500 на заводі BMW у Айзенах. Однак у жовтні 1943 року припиняється постачання і призупиняється виробництво. Ергард Мільх у лютому 1944 року розпорядився припинити виготовлення гелікоптерів заради виробництва винищувачів. У червні 1944 року розпустили ескадрилью 3./196. Через бомбардування було знищено виробничі потужності компаній Флеттера, BMW, через що було виготовлено лише 24 гелікоптери.
У 1944 році гелікоптери використовувались на Східному фронті для коригування вогню артилерії, 40 ескадра повітряного транспорту, яка мала б складалась з 24 Fl 282 і 20 Fa 223. Вони використовувались у квітні 1945 року під час облоги Берліна з аеропорту Берлін-Рандсдорф.

### Модифікації
- Flettner Fl 282 V1/V7 - прототип
- Flettner Fl 282 A-1 - одномісний морський гелікоптер для застосування з бортів крейсерів
- Flettner Fl 282 B-2 - двомісний розвідувально-посильний гелікоптер, коректор вогню артилерії на суші
- Flettner Fl 282 A-2 - одномісний розвідувальний гелікоптер для підводних човнів

### Післявоєнний період
Після завершення війни 2 Fl 282 потрапили до США, один до СРСР. Антон Флеттнер перебрався до США, де розпочав випуск гелікоптерів за своєю схемою Kaman.

### Технічні дані Flettner Fl 282

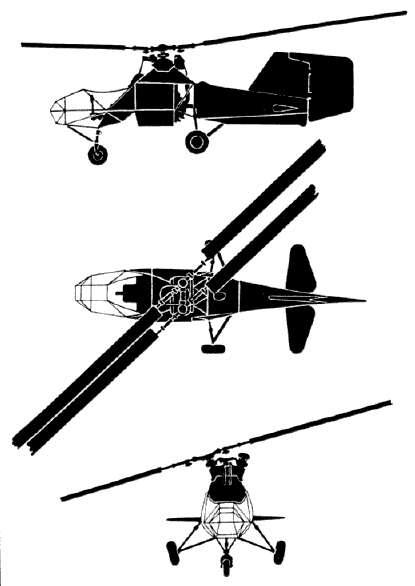
Fl 282

|                                  |                                      |
| Параметри                        | Значення                             |
| Довжина корпусу                  | 6,15 м                               |
| Висота                           | 2,4 м                                |
| Ширина корпусу                   | 2,4 м                                |
| Мотор                            | 1× BMW/Bramo 314 E • Siemens Sh 14   |
| Потужність мотора                | 160 к.с. (118 кВт)                   |
| Максимальна швидкість вперед     | 80 км/год                            |
| Максимальна швидкість назад      | 30 км/год                            |
| Максимальна швидкість в сторону  | 20 км/год                            |
| Максимальна швидкість з вантажем | 60 км/год                            |
| Робоча висота польоту            | 1.500 м                              |
| Дальність польоту                | 168 км                               |
| Вага порожнього                  | 715 кг (B-0); 735 кг (B-1)           |
| Польотна вага                    | 955/980 кг (B-0); 975/1.000 кг (B-1) |
| Озброєння                        | 2×5-кг бомба                         |
| Екіпаж                           | 1                                    |
|                                  |                                      |
|                                  |                                      |